# National Hockey League 2011/2012
National Hockey League 2011/2012 var den 94:e säsongen av National Hockey League. Säsongen inleddes torsdagen den 6 oktober 2011 och avslutades lördagen den 7 april 2012. Sedan följde slutspelet om Stanley Cup där Los Angeles Kings vann finalen med 4-2 i matcher mot New Jersey Devils.

## Förutsättningar inför säsongen

### Lagförändringar

#### Atlanta Thrashers blev Winnipeg Jets
Winnipeg i Manitoba fick åter ett NHL-lag 15 år efter att Winnipeg Jets såldes till Phoenix. Det var ägarna till True North Sports and Entertainment som den 31 maj 2011 meddelade att man köpt upp ligalaget Atlanta Thrashers från Georgia som efter flera svaga säsonger både sportsligt och ekonomiskt, bland annat på grund av sviktande publiksiffror, till sist blev tvungna till en försäljning. Den 21 juni 2011 godkändes försäljningen och omlokaliseringen av Atlanta Thrashers av Board of Governors och i samband med NHL Entry Draft den 24 juni offentliggjordes också namnet på den nya klubben, Winnipeg Jets. Winnipeg Jets tog under sin första säsongen över Atlantas plats i Southeast Division men kommer att omplaceras till nästkommande säsong.

### Lönetaket
NHL gick ut officiellt 23 juni 2011 och bekräftade att lönetaket skulle komma att öka med 4,9 miljoner dollar jämfört med föregående säsong, från 59,4 miljoner till 64,3 miljoner medan lönegolvet (det minimum som ett lag måste spendera på spelarlöner) skulle hamna på 48,3 miljoner dollar.

### NHL Entry Draft
NHL Entry Draft 2011 hölls den 24-25 juni 2011 i Xcel Energy Center i St. Paul i Minnesota. Edmonton Oilers hade första valet och tog Ryan Nugent-Hopkins. Den förste europé som valdes var svensken Gabriel Landeskog som gick som nummer två totalt och valdes av Colorado Avalanche.

#### Första rundan
| Nr | Spelare                 | Nationalitet | NHL Lag                             | College/Junior/Klubb Lag          |
| -- | ----------------------- | ------------ | ----------------------------------- | --------------------------------- |
| 1  | Ryan Nugent-Hopkins (C) | Kanada       | Edmonton Oilers                     | Red Deer Rebels, (WHL)            |
| 2  | Gabriel Landeskog (HF)  | Sverige      | Colorado Avalanche                  | Kitchener Rangers, (OHL)          |
| 3  | Jonathan Huberdeau (C)  | Kanada       | Florida Panthers                    | Saint John Sea Dogs, (QMJHL)      |
| 4  | Adam Larsson (B)        | Sverige      | New Jersey Devils                   | Skellefteå AIK, (Elitserien)      |
| 5  | Ryan Strome (C)         | Kanada       | New York Islanders                  | Niagara IceDogs, (OHL)            |
| 6  | Mika Zibanejad (C)      | Sverige      | Ottawa Senators                     | Djurgårdens IF, (Elitserien)      |
| 7  | Mark Scheifele (C)      | Kanada       | Winnipeg Jets                       | Barrie Colts, (OHL)               |
| 8  | Sean Couturier (C)      | Kanada       | Philadelphia Flyers (från Columbus) | Drummondville Voltigeurs, (QMJHL) |
| 9  | Dougie Hamilton (B)     | Kanada       | Boston Bruins (från Toronto)        | Niagara IceDogs, (OHL)            |
| 10 | Jonas Brodin (B)        | Sverige      | Minnesota Wild                      | Färjestads BK, (Elitserien)       |

## Hänt under säsongens gång

### Premiär i Europa
För femte gången inleddes säsongen i Europa, denna gången med fyra matcher. Den 7 oktober möttes Anaheim Ducks och Buffalo Sabres i Hartwall Arena i Helsingfors samt Los Angeles Kings och New York Rangers möttes i Globen i Stockholm. Den 8 oktober möttes Anaheim Ducks och New York Rangers i Globen medan Buffalo Sabres och Los Angeles Kings möttes i O2 World i Berlin.

### Winter Classic
NHL:s Winter Classic-match avgjordes för femte året i rad. Den 2 januari 2012 spelade Philadelphia Flyers och New York Rangers på Citizens Bank Park i Philadelphia i Pennsylvania. Rangers vann matchen med 3-2 inför drygt 47.000 åskådare .

### 59:e NHL All Star-match
Den 59:e All-Star matchen spelades den 29 januari 2012 i Ottawa Senators hemmaarena Scotiabank Place i Ottawa i Ontario. Daniel Alfredsson från Ottawa Senators och Zdeno Chára från Boston Bruins var lagkaptener för varsitt All star-lag (Team Alfredsson respektive Team Chára) . Team Chára vann matchen med 12-9 (3-3,3-3,6-3) och Marián Gáborík från New York Rangers utsågs till matchens MVP (mest värdefulla spelare) .

### Hertiage Classic
Det spelades inte någon Hertiage Classic-match denna säsong, men den förväntas återvända till NHL:s kalender 2013.

### NHL-rekord av Detroit
Detroit Red Wings slog den 14 februari 2012 NHL-rekord när man besegrade Dallas Stars hemma med 3-1, det var Detroits 21:a raka match hemma i Joe Louis Arena som man vann. Därmed slog Detroit Boston Bruins rekord på 20 raka hemmavinster från säsongen 1929/1930 . Ett rekord som Boston delade med Philadelphia Flyers som också vann 20 raka hemmamatcher säsongen 1975/1976.

### Mot målrekordet i slutspelet?
Conference-kvartsfinalen mellan Pittsburgh Penguins och Philadelphia Flyers kan vara på väg mot alla tiders målrekord för en slutspelsserie. Efter de fyra första matcherna har det gjorts totalt 45 mål (3-4, 5-8, 4-8, 10-3 (med Pittsburghs siffror först)), vilket är nytt slutspelsrekord för de fyra första matcher. Det tidigare rekordet för de fyra första matcherna i en matchserie var i conference-finalen mellan Chicago Blackhawks och Edmonton Oilers 1985 som gjorde 44 mål (totalt 69 mål på sex matcher). Och när Pittsburgh vann den fjärde matchen med 10-3 blev man dessutom det första laget att göra minst 10 mål i en slutspelsmatch sedan Los Angeles Kings vann över Calgary Flames med 12-4 den 10 april 1990.

## Grundserien
Alla lag spelar mot lagen i sin egen division 6 gånger, vilket innebär 24 matcher. Alla lag möter dessutom de andra lagen i den egna konferensen (Conference) 4 gånger, vilket betyder 40 matcher. Därefter spelar man totalt 18 matcher mot lagen från den andra konferensen - av dessa möter man 12 lag endast en gång, och tre andra lag två gånger. Totalt ger spelupplägget 82 matcher under en säsong fördelat på lika många hemma- och bortamatcher (41 st).

### Eastern Conference
- Not: SM = Spelade matcher, V = Vunna, F = Förluster, ÖF = Förlust efter sudden death eller straffar, GM = Gjorda mål, IM = Insläppta mål, MS = Målskillnad, P = Poäng
- Not: Divisionsledarna rankas alltid på plats 1-3 i konferensen

| Nr | Eastern Conference  | SM | V  | F  | ÖF | GM  | IM  | MS  | P   |
| -- | ------------------- | -- | -- | -- | -- | --- | --- | --- | --- |
| 1  | New York Rangers    | 82 | 51 | 24 | 7  | 226 | 187 | +39 | 109 |
| 2  | Boston Bruins       | 82 | 49 | 29 | 4  | 269 | 202 | +67 | 102 |
| 3  | Florida Panthers    | 82 | 38 | 26 | 18 | 203 | 227 | -24 | 94  |
| 4  | Pittsburgh Penguins | 82 | 51 | 25 | 6  | 282 | 221 | +61 | 108 |
| 5  | Philadelphia Flyers | 82 | 47 | 26 | 9  | 264 | 232 | +32 | 103 |
| 6  | New Jersey Devils   | 82 | 48 | 28 | 6  | 228 | 209 | +19 | 102 |
| 7  | Washington Capitals | 82 | 42 | 32 | 8  | 222 | 230 | -8  | 92  |
| 8  | Ottawa Senators     | 82 | 41 | 31 | 10 | 249 | 240 | +9  | 92  |
|    |                     |    |    |    |    |     |     |     |     |
| 9  | Buffalo Sabres      | 82 | 39 | 32 | 11 | 218 | 230 | -12 | 89  |
| 10 | Tampa Bay Lightning | 82 | 38 | 36 | 8  | 235 | 281 | -46 | 84  |
| 11 | Winnipeg Jets       | 82 | 37 | 35 | 10 | 225 | 246 | -21 | 84  |
| 12 | Carolina Hurricanes | 82 | 33 | 33 | 16 | 213 | 243 | -30 | 82  |
| 13 | Toronto Maple Leafs | 82 | 35 | 37 | 10 | 231 | 264 | -33 | 80  |
| 14 | New York Islanders  | 82 | 34 | 37 | 11 | 203 | 255 | -52 | 79  |
| 15 | Montreal Canadiens  | 82 | 31 | 35 | 16 | 212 | 226 | -14 | 78  |

| Nr | Atlantic Division   | SM | V  | F  | ÖF | GM  | IM  | MS  | P   |
| -- | ------------------- | -- | -- | -- | -- | --- | --- | --- | --- |
| 1  | New York Rangers    | 82 | 51 | 24 | 7  | 226 | 187 | +39 | 109 |
| 2  | Pittsburgh Penguins | 82 | 51 | 25 | 6  | 282 | 221 | +61 | 108 |
| 3  | Philadelphia Flyers | 82 | 47 | 26 | 9  | 264 | 232 | +32 | 103 |
| 4  | New Jersey Devils   | 82 | 48 | 28 | 6  | 228 | 209 | +19 | 102 |
|    |                     |    |    |    |    |     |     |     |     |
| 5  | New York Islanders  | 82 | 34 | 37 | 11 | 203 | 255 | -52 | 79  |

| Nr | Northeast Division  | SM | V  | F  | ÖF | GM  | IM  | MS  | P   |
| -- | ------------------- | -- | -- | -- | -- | --- | --- | --- | --- |
| 1  | Boston Bruins       | 82 | 49 | 29 | 4  | 269 | 202 | +67 | 102 |
| 2  | Ottawa Senators     | 82 | 41 | 31 | 10 | 249 | 240 | +9  | 92  |
|    |                     |    |    |    |    |     |     |     |     |
| 3  | Buffalo Sabres      | 82 | 39 | 32 | 11 | 218 | 230 | -12 | 89  |
| 4  | Toronto Maple Leafs | 82 | 35 | 37 | 10 | 231 | 264 | -33 | 80  |
| 5  | Montreal Canadiens  | 82 | 31 | 35 | 16 | 212 | 226 | -14 | 78  |

| Nr | Southeast Division  | SM | V  | F  | ÖF | GM  | IM  | MS  | P  |
| -- | ------------------- | -- | -- | -- | -- | --- | --- | --- | -- |
| 1  | Florida Panthers    | 82 | 38 | 26 | 18 | 203 | 227 | -24 | 94 |
| 2  | Washington Capitals | 82 | 42 | 32 | 8  | 222 | 230 | -8  | 92 |
|    |                     |    |    |    |    |     |     |     |    |
| 3  | Tampa Bay Lightning | 82 | 38 | 36 | 8  | 235 | 281 | -46 | 84 |
| 4  | Winnipeg Jets       | 82 | 37 | 35 | 10 | 225 | 246 | -21 | 84 |
| 5  | Carolina Hurricanes | 82 | 33 | 33 | 16 | 213 | 243 | -30 | 82 |

### Western Conference
- Not: SM = Spelade matcher, V = Vunna, F = Förluster, ÖF = Förlust efter sudden death eller straffar, GM = Gjorda mål, IM = Insläppta mål, MS = Målskillnad, P = Poäng
- Not: Divisionsledarna rankas alltid på plats 1-3 i konferensen

| Nr | Western Conference    | SM | V  | F  | ÖF | GM  | IM  | MS  | P   |
| -- | --------------------- | -- | -- | -- | -- | --- | --- | --- | --- |
| 1  | Vancouver Canucks     | 82 | 51 | 22 | 9  | 249 | 198 | +51 | 111 |
| 2  | St. Louis Blues       | 82 | 49 | 22 | 11 | 210 | 165 | +45 | 109 |
| 3  | Phoenix Coyotes       | 82 | 42 | 27 | 13 | 216 | 204 | +12 | 97  |
| 4  | Nashville Predators   | 82 | 48 | 26 | 8  | 237 | 210 | +27 | 104 |
| 5  | Detroit Red Wings     | 82 | 48 | 28 | 6  | 248 | 203 | +45 | 102 |
| 6  | Chicago Blackhawks    | 82 | 45 | 26 | 11 | 248 | 238 | +10 | 101 |
| 7  | San Jose Sharks       | 82 | 43 | 29 | 10 | 228 | 210 | +18 | 96  |
| 8  | Los Angeles Kings     | 82 | 40 | 27 | 15 | 194 | 179 | +15 | 95  |
|    |                       |    |    |    |    |     |     |     |     |
| 9  | Calgary Flames        | 82 | 37 | 29 | 16 | 202 | 226 | -24 | 90  |
| 10 | Dallas Stars          | 82 | 42 | 35 | 5  | 211 | 222 | -11 | 89  |
| 11 | Colorado Avalanche    | 82 | 41 | 35 | 6  | 208 | 220 | -12 | 88  |
| 12 | Minnesota Wild        | 82 | 35 | 36 | 11 | 177 | 226 | -49 | 81  |
| 13 | Anaheim Ducks         | 82 | 34 | 36 | 12 | 204 | 231 | -27 | 80  |
| 14 | Edmonton Oilers       | 82 | 32 | 40 | 10 | 212 | 239 | -27 | 74  |
| 15 | Columbus Blue Jackets | 82 | 29 | 46 | 7  | 202 | 262 | -60 | 65  |

| Nr | Central Division      | SM | V  | F  | ÖF | GM  | IM  | MS  | P   |
| -- | --------------------- | -- | -- | -- | -- | --- | --- | --- | --- |
| 1  | St. Louis Blues       | 82 | 49 | 22 | 11 | 210 | 165 | +45 | 109 |
| 2  | Nashville Predators   | 82 | 48 | 26 | 8  | 237 | 210 | +27 | 104 |
| 3  | Detroit Red Wings     | 82 | 48 | 28 | 6  | 248 | 203 | +45 | 102 |
| 4  | Chicago Blackhawks    | 82 | 45 | 26 | 11 | 248 | 238 | +10 | 101 |
|    |                       |    |    |    |    |     |     |     |     |
| 5  | Columbus Blue Jackets | 82 | 29 | 46 | 7  | 202 | 262 | -60 | 65  |

| Nr | Northwest Division | SM | V  | F  | ÖF | GM  | IM  | MS  | P   |
| -- | ------------------ | -- | -- | -- | -- | --- | --- | --- | --- |
| 1  | Vancouver Canucks  | 82 | 51 | 22 | 9  | 249 | 198 | +51 | 111 |
|    |                    |    |    |    |    |     |     |     |     |
| 2  | Calgary Flames     | 82 | 37 | 29 | 16 | 202 | 226 | -24 | 90  |
| 3  | Colorado Avalanche | 82 | 41 | 35 | 6  | 208 | 220 | -12 | 88  |
| 4  | Minnesota Wild     | 82 | 35 | 36 | 11 | 177 | 226 | -49 | 81  |
| 5  | Edmonton Oilers    | 82 | 32 | 40 | 10 | 212 | 239 | -27 | 74  |

| Nr | Pacific Division  | SM | V  | F  | ÖF | GM  | IM  | MS  | P  |
| -- | ----------------- | -- | -- | -- | -- | --- | --- | --- | -- |
| 1  | Phoenix Coyotes   | 82 | 42 | 27 | 13 | 216 | 204 | +12 | 97 |
| 2  | San Jose Sharks   | 82 | 43 | 29 | 10 | 228 | 210 | +18 | 96 |
| 3  | Los Angeles Kings | 82 | 40 | 27 | 15 | 194 | 179 | +15 | 95 |
|    |                   |    |    |    |    |     |     |     |    |
| 4  | Dallas Stars      | 82 | 42 | 35 | 5  | 211 | 222 | -11 | 89 |
| 5  | Anaheim Ducks     | 82 | 34 | 36 | 12 | 204 | 231 | -27 | 80 |

## Poängligan
Not: SM = Spelade matcher, M = Mål, A = Assists, Pts = Poäng, +/- = Plus/Minus (Om spelaren varit inne på flest mål framåt (+) eller bakåt (-))
Not: Poängligan hämtad från nhl.com 2012-04-08 
| Spelare         | Lag                 | SM | M  | A  | Pts | +/- |
| --------------- | ------------------- | -- | -- | -- | --- | --- |
| Jevgenij Malkin | Pittsburgh Penguins | 75 | 50 | 59 | 109 | +18 |
| Steven Stamkos  | Tampa Bay Lightning | 82 | 60 | 37 | 97  | +7  |
| Claude Giroux   | Philadelphia Flyers | 77 | 28 | 65 | 93  | +6  |
| Jason Spezza    | Ottawa Senators     | 80 | 34 | 50 | 84  | +11 |
| Ilja Kovaltjuk  | New Jersey Devils   | 77 | 37 | 46 | 83  | -9  |
| Phil Kessel     | Toronto Maple Leafs | 82 | 37 | 45 | 82  | -10 |
| James Neal      | Pittsburgh Penguins | 80 | 40 | 41 | 81  | +6  |
| John Tavares    | New York Islanders  | 82 | 31 | 50 | 81  | -6  |
| Henrik Sedin    | Vancouver Canucks   | 82 | 14 | 67 | 81  | +23 |
| Patrik Eliáš    | New Jersey Devils   | 81 | 26 | 52 | 78  | -8  |
| Erik Karlsson   | Ottawa Senators     | 81 | 19 | 59 | 78  | +16 |

## Slutspelet

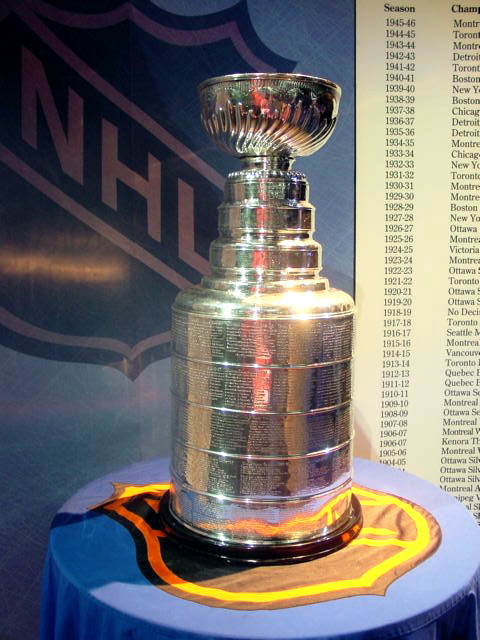
Stanley Cup trofén

16 lag gör upp om Stanley Cup. Samtliga matchserier avgörs i bäst av sju matcher.

### Slutspelsträd
Senast uppdaterad 12 juni 2012
|  | Kvartsfinaler inom konferensen | Kvartsfinaler inom konferensen        | Kvartsfinaler inom konferensen |   |                   | Semifinaler inom konferensen | Semifinaler inom konferensen | Semifinaler inom konferensen |                   |                   | Finaler inom konferensen | Finaler inom konferensen | Finaler inom konferensen |  |  | Stanley Cup-finalen | Stanley Cup-finalen | Stanley Cup-finalen |
|  |                                |                                       |                                |   |                   |                              |                              |                              |                   |                   |                          |                          |                          |  |  |                     |                     |                     |
|  | 1                              | New York Rangers                      | 4                              |   |                   | 1                            | New York Rangers             | 4                            |                   |                   |                          |                          |                          |  |  |                     |                     |                     |
|  | 8                              | Ottawa Senators                       | 3                              |   |                   | 7                            | Washington Capitals          | 3                            |                   |                   |                          |                          |                          |  |  |                     |                     |                     |
|  |                                |                                       |                                |   |                   |                              |                              |                              |                   |                   |                          |                          |                          |  |  |                     |                     |                     |
|  | 2                              | Boston Bruins                         | 3                              |   |                   |                              |                              |                              | Östra konferensen | Östra konferensen | Östra konferensen        | Östra konferensen        | Östra konferensen        |  |  |                     |                     |                     |
|  | 2                              | Boston Bruins                         | 3                              |   |                   |                              |                              |                              | Östra konferensen | Östra konferensen | Östra konferensen        | Östra konferensen        | Östra konferensen        |  |  |                     |                     |                     |
|  | 7                              | Washington Capitals                   | 4                              |   |                   |                              |                              |                              |                   |                   |                          |                          |                          |  |  |                     |                     |                     |
|  | 7                              | Washington Capitals                   | 4                              |   |                   |                              |                              |                              |                   | 1                 | New York Rangers         | 2                        |                          |  |  |                     |                     |                     |
|  |                                |                                       |                                |   |                   |                              |                              |                              |                   | 1                 | New York Rangers         | 2                        |                          |  |  |                     |                     |                     |
|  |                                | 6                                     | New Jersey Devils              | 4 |                   |                              |                              |                              |                   |                   |                          |                          |                          |  |  |                     |                     |                     |
|  | 3                              | 6                                     | New Jersey Devils              | 4 | Florida Panthers  | 3                            |                              |                              |                   |                   |                          |                          |                          |  |  |                     |                     |                     |
|  | 3                              |                                       |                                |   | Florida Panthers  | 3                            |                              |                              |                   |                   |                          |                          |                          |  |  |                     |                     |                     |
|  | 6                              | New Jersey Devils                     | 4                              |   |                   |                              |                              |                              |                   |                   |                          |                          |                          |  |  |                     |                     |                     |
|  | 6                              | New Jersey Devils                     | 4                              |   |                   |                              |                              |                              |                   |                   |                          |                          |                          |  |  |                     |                     |                     |
|  |                                |                                       |                                |   |                   |                              |                              |                              |                   |                   |                          |                          |                          |  |  |                     |                     |                     |
|  |                                |                                       |                                |   |                   |                              |                              |                              |                   |                   |                          |                          |                          |  |  |                     |                     |                     |
|  | 4                              | Pittsburgh Penguins                   | 2                              |   | 5                 | Philadelphia Flyers          | 1                            |                              |                   |                   |                          |                          |                          |  |  |                     |                     |                     |
|  | 4                              | Pittsburgh Penguins                   | 2                              |   | 5                 | Philadelphia Flyers          | 1                            |                              |                   |                   |                          |                          |                          |  |  |                     |                     |                     |
|  | 5                              | Philadelphia Flyers                   | 4                              |   |                   | 6                            | New Jersey Devils            | 4                            |                   |                   |                          |                          |                          |  |  |                     |                     |                     |
|  | 5                              | Philadelphia Flyers                   | 4                              |   |                   |                              |                              |                              |                   | E6                | New Jersey Devils        | 2                        |                          |  |  |                     |                     |                     |
|  |                                | (Lagen omseedas efter kvartfinalerna) |                                |   |                   |                              |                              |                              |                   | E6                | New Jersey Devils        | 2                        |                          |  |  |                     |                     |                     |
|  |                                | W8                                    | Los Angeles Kings              | 4 |                   |                              |                              |                              |                   |                   |                          |                          |                          |  |  |                     |                     |                     |
|  | 1                              | W8                                    | Los Angeles Kings              | 4 | Vancouver Canucks | 1                            |                              |                              | 2                 | St. Louis Blues   | 0                        |                          |                          |  |  |                     |                     |                     |
|  | 1                              |                                       |                                |   | Vancouver Canucks | 1                            |                              |                              | 2                 | St. Louis Blues   | 0                        |                          |                          |  |  |                     |                     |                     |
|  | 8                              | Los Angeles Kings                     | 4                              |   |                   | 8                            | Los Angeles Kings            | 4                            |                   |                   |                          |                          |                          |  |  |                     |                     |                     |
|  | 8                              | Los Angeles Kings                     | 4                              |   |                   | 8                            | Los Angeles Kings            | 4                            |                   |                   |                          |                          |                          |  |  |                     |                     |                     |
|  |                                |                                       |                                |   |                   |                              |                              |                              |                   |                   |                          |                          |                          |  |  |                     |                     |                     |
|  | 2                              | St. Louis Blues                       | 4                              |   |                   |                              |                              |                              |                   |                   |                          |                          |                          |  |  |                     |                     |                     |
|  | 2                              | St. Louis Blues                       | 4                              |   |                   |                              |                              |                              |                   |                   |                          |                          |                          |  |  |                     |                     |                     |
|  | 7                              | San Jose Sharks                       | 1                              |   |                   |                              |                              |                              |                   |                   |                          |                          |                          |  |  |                     |                     |                     |
|  | 7                              | San Jose Sharks                       | 1                              |   |                   |                              |                              |                              | 8                 | Los Angeles Kings | 4                        |                          |                          |  |  |                     |                     |                     |
|  |                                |                                       |                                |   |                   |                              |                              |                              | 8                 | Los Angeles Kings | 4                        |                          |                          |  |  |                     |                     |                     |
|  |                                | 3                                     | Phoenix Coyotes                | 1 |                   |                              |                              |                              |                   |                   |                          |                          |                          |  |  |                     |                     |                     |
|  | 3                              | 3                                     | Phoenix Coyotes                | 1 | Phoenix Coyotes   | 4                            |                              |                              |                   |                   |                          |                          |                          |  |  |                     |                     |                     |
|  | 3                              |                                       |                                |   | Phoenix Coyotes   | 4                            |                              |                              |                   |                   |                          |                          |                          |  |  |                     |                     |                     |
|  | 6                              | Chicago Blackhawks                    | 2                              |   |                   |                              |                              |                              |                   |                   | Västra konferensen       | Västra konferensen       | Västra konferensen       |  |  |                     |                     |                     |
|  | 6                              | Chicago Blackhawks                    | 2                              |   |                   |                              |                              |                              |                   |                   | Västra konferensen       | Västra konferensen       | Västra konferensen       |  |  |                     |                     |                     |
|  |                                |                                       |                                |   |                   |                              |                              |                              |                   |                   |                          |                          |                          |  |  |                     |                     |                     |
|  | 4                              | Nashville Predators                   | 4                              |   | 3                 | Phoenix Coyotes              | 4                            |                              |                   |                   |                          |                          |                          |  |  |                     |                     |                     |
|  | 4                              | Nashville Predators                   | 4                              |   | 3                 | Phoenix Coyotes              | 4                            |                              |                   |                   |                          |                          |                          |  |  |                     |                     |                     |
|  | 5                              | Detroit Red Wings                     | 1                              |   |                   | 4                            | Nashville Predators          | 1                            |                   |                   |                          |                          |                          |  |  |                     |                     |                     |

### Kvartsfinalerna
Not: Alla tider för matchstart är eastern time

## Poängligan i slutspelet
Not: SM = Spelade matcher, M = Mål, A = Assists, Pts = Poäng, +/- = Plus/Minus (Om spelaren varit inne på flest mål framåt (+) eller bakåt (-))
Not: Poängligan hämtas från nhl.com 
Senast uppdaterad 2 september 2012
| Spelare         | Lag                 | SM | M | A  | Pts | +/- |
| --------------- | ------------------- | -- | - | -- | --- | --- |
| Anže Kopitar    | Los Angeles Kings   | 20 | 8 | 12 | 20  | +16 |
| Dustin Brown    | Los Angeles Kings   | 20 | 8 | 12 | 20  | +16 |
| Ilja Kovaltjuk  | New Jersey Devils   | 23 | 8 | 11 | 19  | -7  |
| Claude Giroux   | Philadelphia Flyers | 10 | 8 | 9  | 17  | +2  |
| Drew Doughty    | Los Angeles Kings   | 20 | 4 | 12 | 16  | +11 |
| Zach Parise     | New Jersey Devils   | 24 | 8 | 7  | 15  | -8  |
| Brad Richards   | New York Rangers    | 20 | 6 | 9  | 15  | -2  |
| Mike Richards   | Los Angeles Kings   | 20 | 4 | 11 | 15  | +1  |
| Justin Williams | Los Angeles Kings   | 20 | 4 | 11 | 15  | +8  |
| Travis Zajac    | New Jersey Devils   | 24 | 7 | 7  | 14  | -6  |
| Bryce Salvador  | New Jersey Devils   | 24 | 4 | 10 | 14  | +9  |

## NHL awards

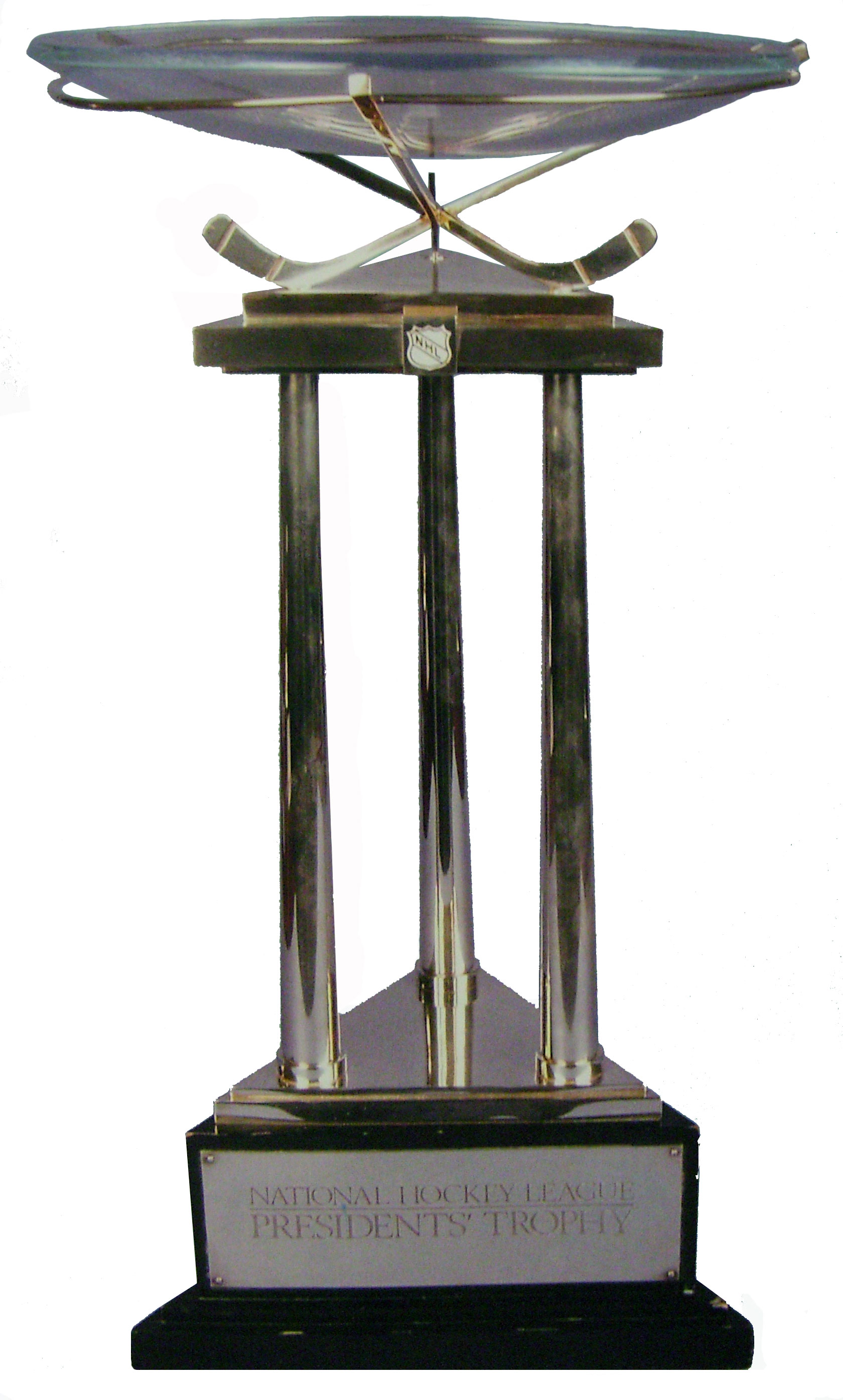
Presidents' Trophy går till det lag med mest poäng i grundserien

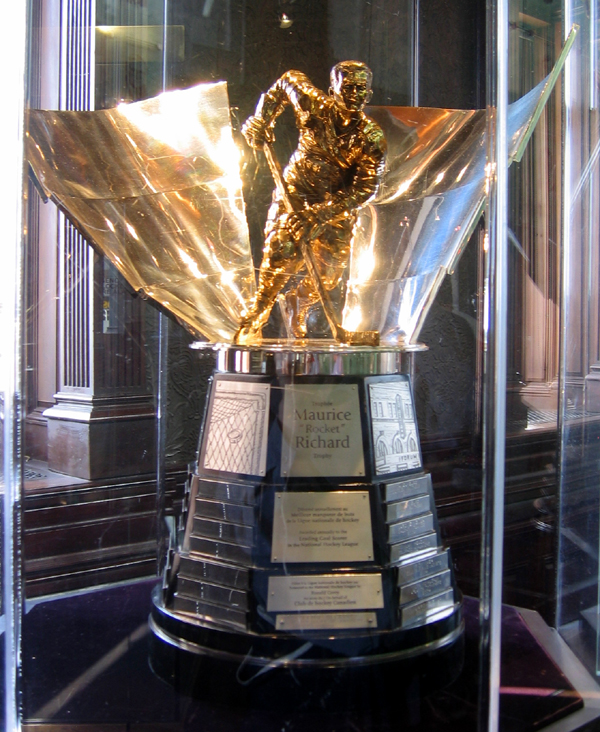
Maurice "Rocket" Richard Trophy vinner den som gjort flest mål

| Pris                                  | Mottagare                                        |
| ------------------------------------- | ------------------------------------------------ |
| Stanley Cup                           | Los Angeles Kings                                |
| Presidents' Trophy                    | Vancouver Canucks                                |
| Prince of Wales Trophy                | New Jersey Devils                                |
| Clarence S. Campbell Bowl             | Los Angeles Kings                                |
| Art Ross Trophy                       | Jevgenij Malkin (Pittsburgh Penguins)            |
| Bill Masterton Memorial Trophy        | Max Pacioretty (Montreal Canadiens)              |
| Calder Memorial Trophy                | Gabriel Landeskog (Colorado Avalanche)           |
| Conn Smythe Trophy                    | Jonathan Quick (Los Angeles Kings)               |
| Frank J. Selke Trophy                 | Patrice Bergeron (Boston Bruins)                 |
| Hart Memorial Trophy                  | Jevgenij Malkin (Pittsburgh Penguins)            |
| Jack Adams Award                      | Ken Hitchcock (St. Louis Blues)                  |
| James Norris Memorial Trophy          | Erik Karlsson (Ottawa Senators)                  |
| King Clancy Memorial Trophy           | Daniel Alfredsson (Ottawa Senators)              |
| Lady Byng Memorial Trophy             | Brian Campbell (Florida Panthers)                |
| Ted Lindsay Award                     | Jevgenij Malkin (Pittsburgh Penguins)            |
| Mark Messier Leadership Award         | Shane Doan (Phoenix Coyotes)                     |
| Maurice "Rocket" Richard Trophy       | Steven Stamkos (Tampa Bay Lightning)             |
| NHL Foundation Player Award           | Mike Fisher (Nashville Predators)                |
| NHL General Manager of the Year Award | Doug Armstrong (St. Louis Blues)                 |
| NHL Plus/Minus Award                  | Patrice Bergeron (Boston Bruins)                 |
| Roger Crozier Saving Grace Award      | Brian Elliott (St. Louis Blues)                  |
| Vézina Trophy                         | Henrik Lundqvist (New York Rangers)              |
| William M. Jennings Trophy            | Jaroslav Halák & Brian Elliott (St. Louis Blues) |
| Lester Patrick Trophy                 |                                                  |

## NHL All-Star Team
| Första laget                          | Position | Andra laget                          | Position | All-Rookie                             |
| ------------------------------------- | -------- | ------------------------------------ | -------- | -------------------------------------- |
| Henrik Lundqvist (New York Rangers)   | M        | Jonathan Quick (Los Angeles Kings)   | M        | Jhonas Enroth (Buffalo Sabres)         |
| Erik Karlsson (Ottawa Senators)       | B        | Zdeno Chára (Boston Bruins)          | B        | Justin Faulk (Carolina Hurricanes)     |
| Shea Weber (Nashville Predators)      | B        | Alex Pietrangelo (St. Louis Blues)   | B        | Jake Gardiner (Toronto Maple Leafs)    |
| Jevgenij Malkin (Pittsburgh Penguins) | C        | Steven Stamkos (Tampa Bay Lightning) | F        | Adam Henrique (New Jersey Devils)      |
| James Neal (Pittsburgh Penguins)      | HF       | Marián Gáborík (New York Rangers)    | F        | Gabriel Landeskog (Colorado Avalanche) |
| Ilja Kovaltjuk (New Jersey Devils)    | VF       | Ray Whitney (Phoenix Coyotes)        | F        | Ryan Nugent-Hopkins (Edmonton Oilers)  |

### Fotnoter
1. ↑  Atlanta förlorar ett NHL-lag - igen - 31 maj 2011 på hockeykanalen.se
2. ↑  Försäljningen godkändes av NHL:s styrelse - 22 Juni 2011 på hockeykanalen.se
3. ↑  ”Salary cap set for 2011-12”. NHL.com. http://www.nhl.com/ice/news.htm?id=566916.
4. ↑  NHL-premiär i Europa 2011 (engelska) - 11 April 2011 på nhl.com
5. ↑  Lundqvist hjälte i Winter Classic 2012
6. ↑  Spelarna till All Star-matchen 2012 - hockeykanalen.se den 13 januari 2012
7. ↑  ”Lagen efter NHL All Star Fantasy draft - hockeysverige.se den 27 januari 2012”. Arkiverad från originalet den 2 augusti 2012. https://archive.is/20120802141518/http://www.hockeysverige.se/article/12783673/datsiuk-gick-forst-i-draften. Läst 2 augusti 2012.
8. ↑  Team Chára vann All star-matchen - huffingtonpost.som den 29 januari 2012 (engelska)
9. ↑  LeBrun, Pierre. ”Only 1 outdoor game next year”. ESPN.com. http://sports.espn.go.com/nhl/news/story?id=6651931.
10. ↑  Detroit slog NHL-rekord - svenskafans.com den 15 februari 2012
11. ↑  Poängligan på nhl.com
12. ↑  Not: Poängligan i slutspelet 2012